# Vaga luna, che inargenti

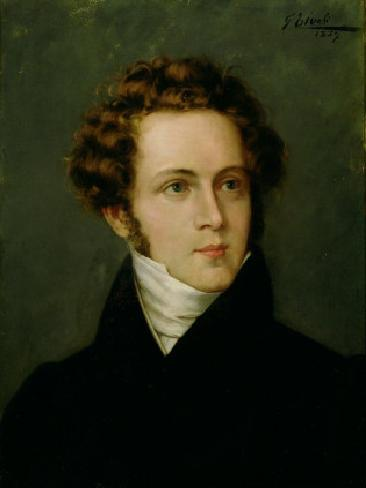
Vincenzo Bellini (1801–1835)

Vaga luna, che inargenti (« Belle lune, d'une lumière argentée ») est une ariette composée par Vincenzo Bellini en 1833 sur un texte italien anonyme. Elle est dédiée à Giulietta Pezzi. La partition est publiée à titre posthume en 1838 par la maison d'éditions Casa Ricordi sous le titre : Tre ariette inedite (Trois ariettes inédites). Les deux autres airs sont : Il fervido desiderio et Dolente immagine di Fille mia.
Pièce romantique et belcantiste, elle est très souvent interprétée en récital (transposée pour toutes les tessitures) et enregistrée. Sa tonalité originale est en la bémol majeur avec un tempo d'andante cantabile.

## Vers
Vers originaux en italien :
| Vaga luna, che inargenti queste rive e questi fiori ed inspiri agli elementi il linguaggio dell'amor; testimonio or sei tu sola del mio fervido desir, ed a lei che m'innamora conta i palpiti e i sospir. Dille pur che lontananza il mio duol non può lenire, che se nutro una speranza, ella è sol nell'avvenir. Dille pur che giorno e sera conto l'ore del dolor, che una speme lusinghiera mi conforta nell'amor. |